# Batracomorphus silvanus
Batracomorphus silvanus är en insektsart som beskrevs av Knight 1983. Batracomorphus silvanus ingår i släktet Batracomorphus och familjen dvärgstritar. Inga underarter finns listade i Catalogue of Life.